# Santa Catalina (Palma de Mallorca)
Santa Catalina es un barrio de la ciudad de Palma de Mallorca, en España.
Se encuentra en un altozano de la ciudad colindante con los barrios de Son Espanyolet y de Son Armadams. Es una de las zonas típicas de Palma, posee un conocido mercado llamado de Santa Catalina que todavía conserva el sabor de los mercados tradicionales y donde se pueden comprar productos típicos del campo mallorquín.

## Historia

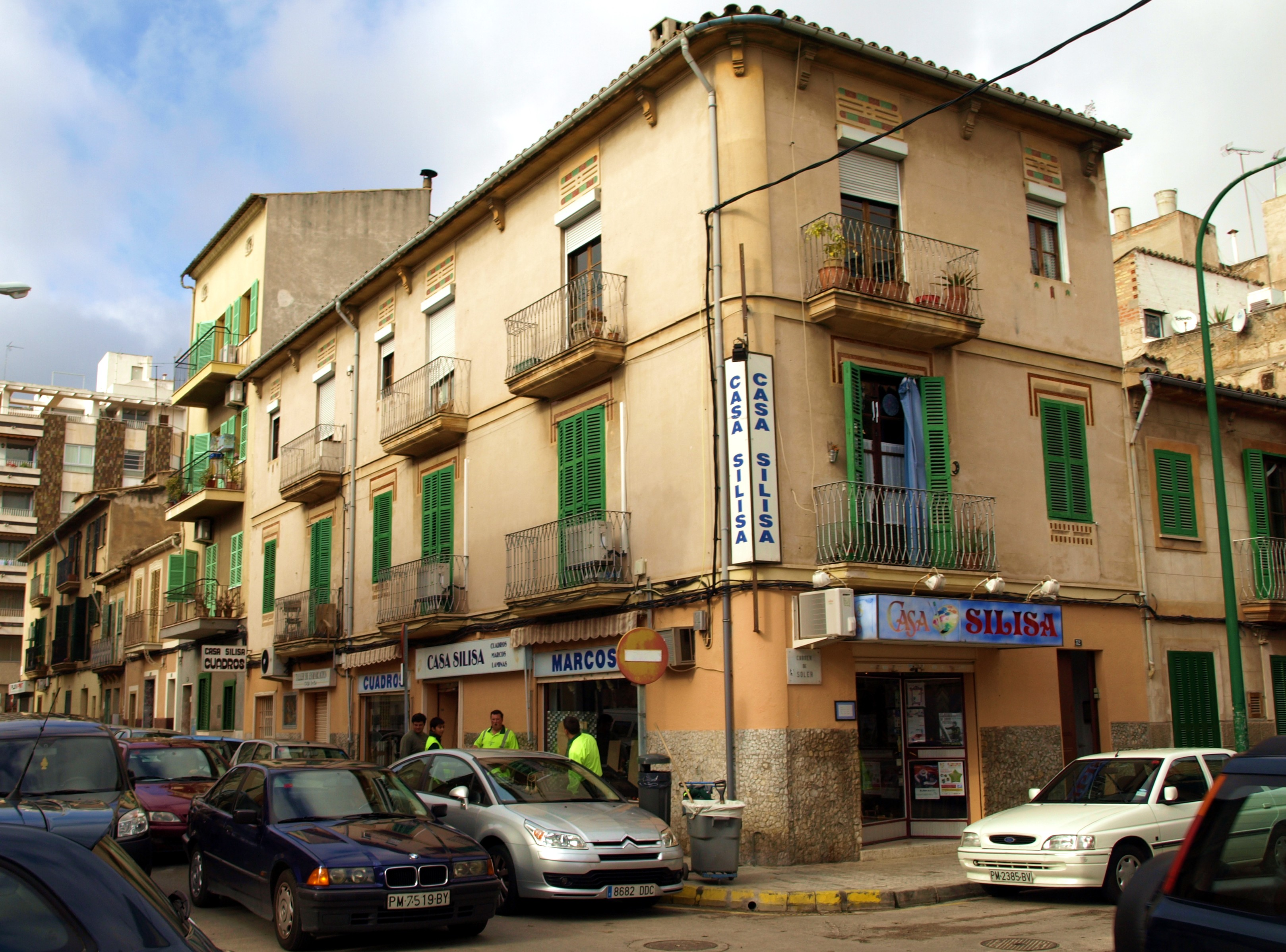
Calle Soler, barrio de Santa Catalina.

Históricamente fue un barrio de pescadores pues su situación era muy cercana al mar, esto dio lugar a que aún se conserven las típicas viviendas de una o dos plantas, con sus características terrazas y fachadas con persianas mallorquinas, algunas disponen de un pequeño jardín que todavía nos permiten recordar como era el barrio en tiempos aún no tan lejanos; Santa Catalina conserva el tipismo de los barrios de casas bajas y calles tranquilas.
El germen del barrio fue el asentamiento de "El Jonquet", cuya denominación hace referencia a una zona de juncales, planta que debía de ser muy abundante por su proximidad al mar. Este núcleo originario fue lugar de poblamiento de pescadores, al que se añadió oficios relacionados también con el mundo de la mar como el de los "cordelers" y otros como los molineros.
Testimonios de estas actividades son los molinos de "El Jonquet" así como los molinos de la calle Industria.
El barrio se enriqueció a finales del siglo XIX y principios del XX con edificios de corte modernista de los que aún se conservan el Teatro "Mar y Tierra".
El barrio cuenta con una parroquia del siglo XIX, Iglesia de la Inmaculada Concepción (llamada también San Magín), además de todos los servicios necesarios para la vida actual como centros de salud, colegios, oficina de correos, oficinas bancarias y establecimientos hosteleros que van desde el pequeño y tranquilo restaurante hasta el típico bar de barrio al pub decorado con las últimas tendencias artísticas.